# 中島愛望
中島 愛望（なかじま あいみ、1997年3月16日 -  ）は、日本、タイの女性ファッションモデル、女優。静岡県出身。

## 来歴
タイ王国の首都バンコク在住の日本人モデル。女優業も行い、タイ王国はもちろん、日本のCMにも多数出演歴有り。エステーの「脱臭炭」「米唐番」など有名CMにもメインとして出演。米唐番では唐辛子を赤ちゃんを抱くようにしているのが当人。タイのCMでは日本でもおなじみの定食屋「やよい軒」のシリーズにも出演。
大好物はカレーだが、インドカレー等は好きではなく日本のカレーだけらしい。本人はしゃべるのが苦手と言っており、人見知りな面も。しかし、モデルや女優の仕事になると一変、物怖じしないプロの顔となる。将来の夢はHollywood女優になることで、インターナショナルスクールに通っている事もあり英語堪能。（♡AiMiN × My Life♡参照）
所属事務所はCawaii fan fan Communications。事務所代表は中島美紀代氏で実の母親でもある。美紀代氏は自身でもモデル、女優業を行っておりドラマ、CMを中心に活躍している。ファンや関係者に親子には見られないのでよく姉妹と間違われており、大変仲が良い。ちなみに美紀代氏の大好物はネギトロらしい。
2015年には自らがリーダーをつとめる女子高生アイドルユニット「AMUZ」を結成。本人以外のメンバーは真菜美 (Manami)、真綾 (Maaya)。いずれもバンコク在住の日本人女子。結成早々に日系企業のCMに３人揃って起用され期待せざるを得ない。これから歌、TV、ラジオ、イベント、Youtubeでも動画を配信してタイと日本をさらに盛り上げていきたいと意気込んでいる。

## 人物
趣味はギター・筋トレ・歌・ビデオ編集。特技はダンス・大食い・英語・作詞作曲。

## 出演

### テレビ
- GMM TV (dance) 2010年
- Chanel V 2010年

### CM
- エステー 脱臭炭（日本）
- エステー 米唐番（日本）
- やよい軒 新商品CM（タイ）
- やよい軒 おせちCM（タイ）
- やよい軒 カツとじCM（タイ）
- MEGA NAT-C サプリメントCM（タイ）

### ファッションショー
- Tokyo Gals Festival by Suzuki 2012年
- Fashion show Model japan festa 2013 2013年

### エキシビジョン
- Bangkok International Fashion Fair & Bangkok International Leather Fair 2013年
- HOME & GARDEN Exhibition model 2013年